# Maud Leonora Menten
Maud Leonora Mentenová (20. března 1879 Leamington – 26. července 1960 Ontario) byla kanadská lékařka a biochemička, která významně přispěla k výzkumu enzymové kinetiky a histochemie. Její jméno je spojeno s proslulou rovnicí Michaelis-Mentenové.

## Životopis
Narodila se v Port Lambton v Ontariu a vystudovala lékařství na Torontské univerzitě (Bc. 1904, Mgr. 1907, MUDr. 1911).
Stala se jednou z prvních žen, které se v Kanadě staly lékařkami. Svoji doktorskou práci dokončila na Chicagské univerzitě. V tehdejší době nebylo možné, aby v Kanadě mohla ve vědě pracovat žena a proto se rozhodla věnovat výzkumu ve Spojených státech a v Německu.
V roce 1912 se přestěhovala do Berlína, kde spolupracovala s Leonorem Michaelisem a v roce 1916 obhájila Ph.D. V letech 1923–1950 pracovala jako patoložka na Pittsburské univerzitě a v letech 1951–1953 jako výzkumný asistent na British Columbia Medical Research Institute. Poté, co v tomto období onemocněla rakovinou, se navrací natrvalo zpět do Kanady, kde v roce 1960 zemřela.
Její nejznámější práce spolu s Michaelisem se týkala enzymové kinetiky a byla založena na dřívějších výzkumech Victora Henriho. Výsledkem byla rovnice Michaelis-Mentenové. Mentenová také objevila kopulační reakci azo-barviva s alkalickou fosfatázou, která je dodnes používána v histochemii. Charakterizovala bakteriální toxiny B. paratyphosus, S. scarlatinae a Salmonella a v roce 1944 provedla první elektroforetickou separaci proteinů. Zkoumala také vlastnosti hemoglobinu, mechanismus regulace hladiny krevního cukru a funkci ledvin.
Ve svém soukromém životě byla též vynikající malířka a klarinetistka. Hovořila 6 cizími jazyky. Byla též vášnivá horolezkyně a zúčastnila se několika výprav do Arktidy.